# 毓秀苗族乡
毓秀苗族乡，是中华人民共和国四川省宜宾市兴文县曾经下辖的一个民族乡。2019年8月，撤销毓秀苗族乡，将其所属行政区域划归九丝城镇管辖。

## 行政区划
毓秀苗族乡撤销前下辖以下地区：
迎春村、和新村、胜利村、惠源村和鲵源村。